# Burgos (Ilocos Sul)
Burgos é um município de  quarta classe de renda municipal (d) na província Ilocos Sul, nas Filipinas. De acordo com o censo de 1 de maio  de  2020 possui uma população de 12 793 pessoas e 3 135 domicílios.